# サポートオンライン
サポート オンラインとは、マイクロソフトが提供する製品サポートに関するポータルサイトである。
マイクロソフト製品に関する問題解決方法や使用方法などを記載した技術情報(通称KB)、および無償、有償を含めた製品サポートの問い合わせ窓口を提供している。

## サービス一覧
- 製品別サポートページ - 製品毎にサポート情報をまとめている
- 製品別お問い合わせ - 製品毎の問い合わせ先を確認できる
- 技術情報検索 - 条件を設定して、技術情報の検索を実行できる
- Fit it ソリューション センター - 自動診断、自動修復を行うツールをまとめている